# Saint-Vincent-de-Paul (Landy)
Saint-Vincent-de-Paul – miejscowość i gmina we Francji, w regionie Nowa Akwitania, w departamencie Landy.
Według danych na rok 1990 gminę zamieszkiwało 1775 osób, a gęstość zaludnienia wynosiła 55 osób/km² (wśród 2290 gmin Akwitanii Saint-Vincent-de-Paul plasuje się na 236. miejscu pod względem liczby ludności, natomiast pod względem powierzchni na miejscu 254.).
24 kwietnia 1581 w miejscowości noszącej wtedy nazwę Pouy urodził się św. Wincenty a Paulo. 